# Tarpan Honker
Tarpan Honker — польский грузопассажирский автомобиль повышенной проходимости (внедорожник), выпускавшийся на заводе FSR с 1988 по 2016 год.

## История
Производство автомобилей Tarpan Honker планировалось в 1984 году, однако оно было осуществлено в 1988 году в Познани. Модификации:
- Tarpan Honker 4012 — десятиместный хардтоп[1].
- Tarpan Honker 4022 — двухместный пикап.

Также производилась модификация Tarpan Honker 4032 с укороченной колёсной базой до 2210 мм. С 1996 года автомобиль Tarpan Honker производился польским подразделением Daewoo Motor Polska в Люблине с видоизменённым интерьером. Название было сменено на Daewoo Honker 2324. Также планировалось производство модернизированной версии Daewoo Honker II, однако этот проект был признан нецелесообразным, и тогда было начато серийное производство Daewoo Honker 2000 с видоизменённым внешним видом.
После признания компании Daewoo Motor Polska банкротом в 2001 году производство автомобилей Tarpan Honker продолжалось до 2003 года на заводе Andoria-Mot, затем в 2004—2007 годах автомобили делали на заводе Intrall Polska. Модификации:
- Honker MAX — внедорожник.
- Honker Skorpion 3 — бронеавтомобиль.

С 2009 года автомобили делали на заводе DZT Tymińscy. Производство завершилось в 2016 году из-за признания компании DZT Tymińscy банкротом.

## Продажи за 1992—2007 год
| Год          | Продано |
| 1992         | 450     |
| 1994         | 314     |
| 1995         | 288     |
| 1996         | 20      |
| 1997         | 155     |
| 1998         | 232     |
| 1999         | 350     |
| 2000         | 200     |
| 2001         | 40      |
| 2002         | 140     |
| 2003         | 278     |
| 2004         | 490     |
| 2005         | 177     |
| 2006         | 245     |
| 2007         | 35      |
| Всего — 3414 |         |

## Эксплуатация
Автомобиль Tarpan Honker эксплуатируется в Азербайджане, Ираке, Латвии, Литве, Нигерии, Польше и Украине.

## Галерея

Tarpan Honker в Ираке
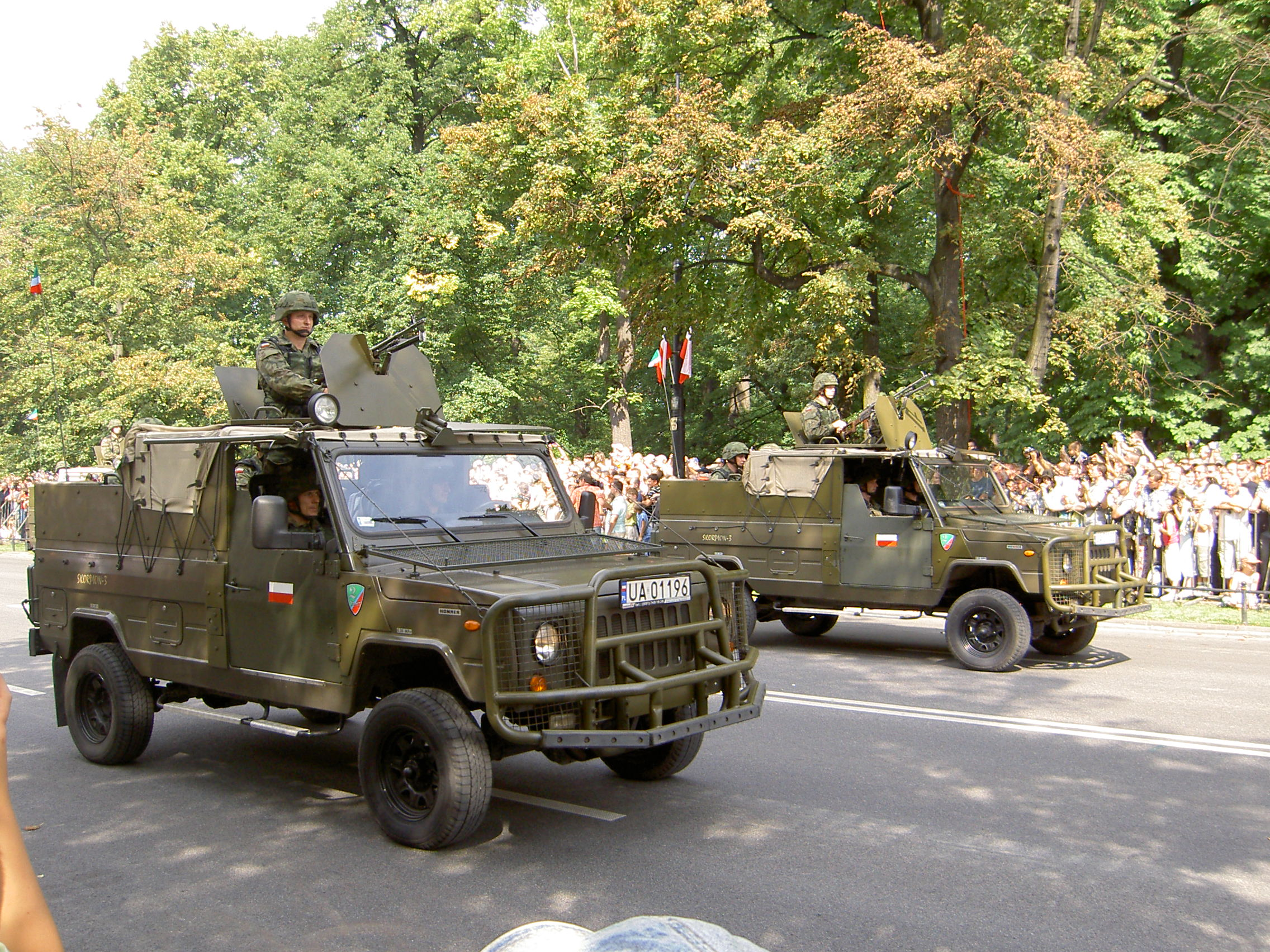
Honker Skorpion 3
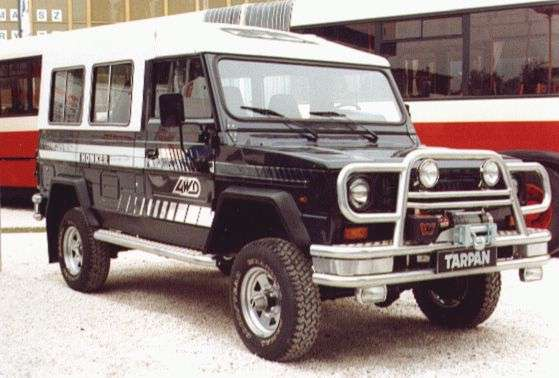
Модернизированный Tarpan Honker